# Jerry Alan Fodor
Jerry Alan Fodor (New York, 1935. április 22. – New York, 2017. november 29.) amerikai filozófus és megismeréskutató. A Rutgers Egyetem professzora, az elme szimbólumfeldolgozó – más néven reprezentációs vagy komputációs – elméletének fontos képviselője. A test-lélek problémára adott funkcionalista megoldás egyik kidolgozója.

## Élete
Jerry Fodor New Yorkban született 1935. április 22-én. Két nevelt gyermeke van. Egyetemi tanulmányait Columbia Universityn végezte, summa cum laude minősítéssel diplomázott 1956-ban. 1960-ban PhD fokozatot szerzett filozófiából a Princeton Universityn, témavezetője Hilary Putnam volt. 1959-1986 között Fodor a cambridge-i Massachusetts Institute of Technology-n tanított. 1986–1988 közt professzor volt a City University of New Yorkon (CUNY). 1988-tól Rutgers Egyetemen tanított New Jersey-ben. A filozófia mellett az opera iránt is érdeklődött.
Fodor tiszteletbeli tagja volt a Phi Beta Kappa szövetségnek az American Academy of Arts and Scienceson. Több elismerésben és kitüntetésben részesült: New York State Regent's Fellow, Woodrow Wilson Fellow (Princeton University), Chancellor Greene Fellow (Princeton University), Fulbright Fellow (Oxford University), társ a Center for Advanced Study in The Behavioral Sciences, és Guggenheim Fellow.

## Filozófiája

### Test-lélek probléma

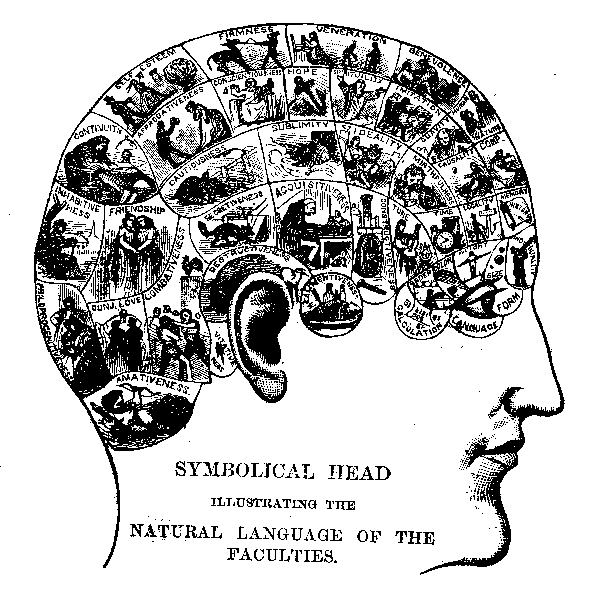
Frenológia (koponya-tan): minden lelki jelenségnek meg van a saját helye az agyban

Fodor a lélekkel foglalkozó filozófiákat két nagy csoportra osztja: a dualista és a materialista elméletekre. A dualista felfogás szerint a lélek nem anyagi minőség. A materialista elméletekben a lelki, szellemi jelenség nem különül el a fizikaitól: a lelki jelenségek fizikai állapotokra redukálhatók. A materialisták tovább oszthatók a behavioristákra, akik szerint a pszichológiából törlendő a lelki okok kifejezés, és azokra a materialistákra akik, elfogadják a pszichikus okok létezését, azonban azt állítják, hogy ezek csak az agyban végbemenő neurofiziológiai eseményeknek felelnek meg.
A mesterséges intelligencia, a számítógép-elmélet, a nyelvészet, a kibernetika és a pszichológia fejlődésével, azonban megjelent egy új sem nem materialista sem nem dualista "lélekfilozófia" a funkcionalizmus. A funkcionalizmus állítása szerint az olyan különböző rendszerek, mint az emberi lények, számítógépek egyaránt rendelkeznek mentális állapottal, pszichológiájuk pedig nem azon múlik, hogy miből vannak, hanem azon, hogy milyen a felépítésük.
Fodor szerint a lelki működés a fizikai organizmus szerveződési formája. Érvnek a Turing-gép analógiáját használja: agyunk a hardvert képezi az általa futtatott programok számára.

## Művei
- Hume Variations, Oxford University Press, 2003, ISBN 0-19-928733-3
- The Compositionality Papers , (with E. Lepore), Oxford University Press 2002, ISBN 0-19-925216-5
- The Mind Doesn't Work That Way: The Scope and Limits of Computational Psychology, MIT Press, 2000, ISBN 0-262-56146-8
- In Critical Condition, MIT Press, 1998, ISBN 0-262-56128-X
- Concepts: Where Cognitive Science Went Wrong, (The 1996 John Locke Lectures), Oxford University Press, 1998, ISBN 0-19-823636-0. ((PDF book))
- The Elm and the Expert, Mentalese and its Semantics, (The 1993 Jean Nicod Lectures), MIT Press, 1994, ISBN 0-262-56093-3
- Holism: A Consumer Update, (ed. with E. Lepore), Grazer Philosophische Studien, Vol 46. Rodopi, Amsterdam, 1993, ISBN 90-5183-713-5.
- A Theory of Content and Other Essays, MIT Press, 1990, ISBN 0-262-56069-0
- Psychosemantics: The Problem of Meaning in the Philosophy of Mind, MIT Press, 1987, ISBN 0-262-56052-6
- The Modularity of Mind: An Essay on Faculty Psychology, MIT Press, 1983, ISBN 0-262-56025-9
- Representations: Essays on the Foundations of Cognitive Science, Harvard Press (UK) and MIT Press (US), 1979, ISBN 0-262-56027-5
- The Language of Thought, Harvard University Press, 1975, ISBN 0-674-51030-5
- The Psychology of Language, with T. Bever and M. Garrett, McGraw Hill, 1974, ISBN 0-394-30663-5
- Psychological Explanation, Random House, 1968, ISBN 0-07-021412-3
- The Structure of Language, with Jerrold Katz (eds.), Prentice Hall, 1964, ISBN 0-13-854703-3

## Magyarul megjelent írások
- Jerry A. Fodor: A test-lélek probléma; in: A tudat pszichológiai kérdései I. (szöveggyűjtemény). Budapest, Tankönyvkiadó, 1987, p. 97-115.
- Jerry A. Fodor: Fodor kalauza a mentális reprezentációhoz: Az intelligens nagynéni segédlete; in: Kognitív tudomány. Budapest, Osiris Kiadó, 1996, p. 64-86.
- Jerry A. Fodor: Összefoglalás az elme modularitásához; in: Kognitív tudomány. Budapest, Osiris Kiadó, 1996, p. 197-206.
- Jerry A. Fodor: A test-lélek probléma; in: Kognitív tudomány (szöveggyűjtemény). Miskolci Egyetemi Kiadó, 1996